# Roberto Szidon
Roberto Szidon (* 21. September 1941 in Porto Alegre; † 21. Dezember 2011 in Düsseldorf) war ein brasilianischer Pianist.

## Leben
Ersten Klavierunterricht erhielt Roberto Szidon bei Ilse Woebcke Warncke, einer Schülerin von Conrad Ansorge, der seinerseits wiederum ein Weimarer Schüler von Franz Liszt war. Mit neun Jahren debütierte Roberto Szidon in seiner brasilianischen Heimatstadt. Er schloss an der Bundesuniversität von Rio Grande do Sul in Porto Alegre sein Studium ab. Komposition studierte er bei Natho Henn, Enio de Freitas e Castro, Karl Faust und Joanîdia Sodré. Später führten ihn seine pianistischen Studien in seinem Heimatland zu Arnaldo Estrella, Homero de Magalhães und Lili Kraus, in die Vereinigten Staaten von Amerika zu Ilona Kabos und Claudio Arrau, nach Spanien zu Arthur Rubinstein und nach Italien zu Felicja Blumental. Im Jahre 1963 begann er seine Karriere als Konzertpianist. 1967 verlegte er seinen Wohnsitz nach Deutschland.
Dort nahm er zunächst zahlreiche Schallplatten für die Deutsche Grammophon auf, übte eine rege Konzertkarriere aus und widmete sich später verstärkt pädagogischen Aufgaben an den Musikhochschulen von Hannover und Düsseldorf, wo er an der Robert Schumann Hochschule die Nachfolge von Professor David Levine antrat. Zu seinen bekannten Schülern zählt Tobias Koch. Neben zahlreichen Auszeichnungen erhielt er 1974 die de Simses Lopes Netto-Medaille des Staates Rio Grande do Sul für außergewöhnliche Leistung auf dem Gebiet der Kunst, 1982 wurde ihm vom Präsidenten der Föderativen Republik von Brasilien der Offiziersgrad des Ordens von Rio Branco verliehen. Von August 1970 bis zu seinem Tod lebte und arbeitete er mit seinem Lebensgefährten, dem Pianisten und Komponisten Richard Metzler (12. November 1948 Chicago – 11. Februar 2013 Düsseldorf) zusammen.

## Repertoire
Neben südamerikanischer Musik wie Heitor Villa-Lobos, Ernesto Nazareth, Francisco Mignone, Mozart Camargo Guarnieri und Chiquinha Gonzaga trat Roberto Szidon oft mit ausgefallenem Repertoire hervor. Er spielte ebenso die Concord-Sonate von Charles Ives wie die vollständigen Werkzyklen der Ungarischen Rhapsodien von Franz Liszt oder die Klaviersonaten Alexander Skriabins auf Schallplatte ein. Eine enge kammermusikalische Zusammenarbeit verband ihn über viele Jahre mit der Geigerin Jenny Abel.

## Diskografie (Auswahl)

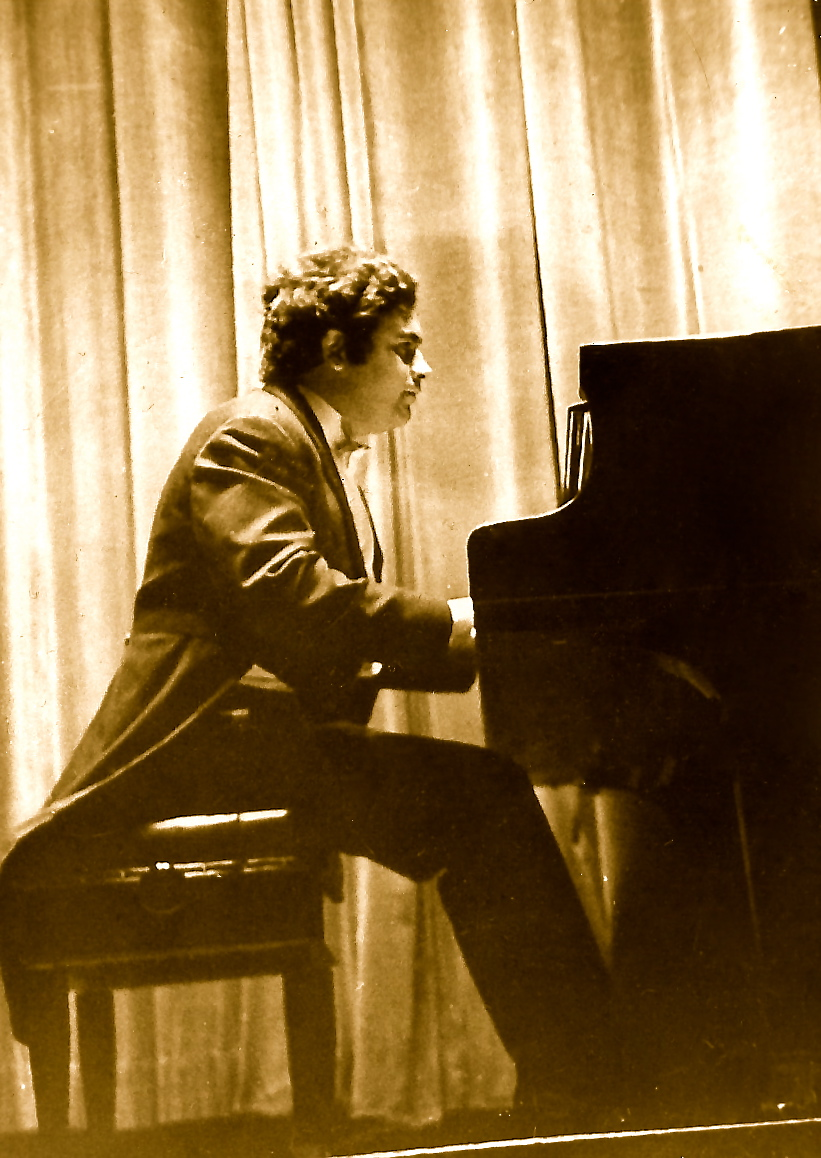
Roberto Szidon

- 100 anos de piano brasileiro: Szidon spielt 15 Klavierwerke verschiedener Komponisten. kuarup Discos MKCD-006
- Béla Bartók: Violinsonaten (mit Jenny Abel, Violine). Deutsche Harmonia Mundi 1976
- Johannes Brahms: Violinsonaten (mit Jenny Abel, Violine). Deutsche Harmonia Mundi / Emi Electrola 1978
- Luís de Freitas Branco: Violinsonaten Nr. 1 und 2 (mit Tibor Varga, Violine). Strauss Portugalsom 1986
- Frédéric Chopin: Scherzi und Impromptus. Deutsche Grammophon 1977
- George Gershwin: Konzert in F für Klavier und Orchester (mit London Philharmonic Orchestra, Edward Downes). Deutsche Grammophon 1970
- George Gershwin: 100 Jahre Gershwin: Rhapsody in blue (für Klavier solo), + 18 Gershwin-„Song Hits“ kuarup Discos KCD-012
- Charles Ives: Concord Sonata, Three-Page Sonata (Three-Page Sonata mit Richard Metzler, Klavier). Deutsche Grammophon 1971
- Franz Liszt: Ungarische Rhapsodien 1–19. Deutsche Grammophon 1972
- Franz Liszt: Weihnachtsbaum – 12 Stücke für Klavier zu 4 Händen + Polonaise + Grand Galop Chromatique – zusammen mit Richard Metzler. EMI 1985
- Edward MacDowell: Klavierkonzert Nr.2 d-moll Op.23 (mit London Philharmonic Orchestra, Edward Downes). Deutsche Grammophon 1970
- Alberto Nepomuceno: Suíte antiga op. 11; Quatro peças líricas op. 13; Duas Peças op. 27; Folhas d’album (1893–94); Noturno para mão esquerda (1910)
- Marlos Nobre: 8 Klavierwerke Deutsche Grammophon 1977
- Brasil, Piano & Cordas: Roberto Szidon, Michel Bessler (Violine) und Marcio Mallard (Violoncello) spielen 15 kurze Trio-Stücke von südamerikanischen Komponisten. kuarup Discos KLP-KM 3 (1981)
- Sergei Sergejewitsch Prokofjew: Klaviersonate No. 6 Opus 82. Deutsche Grammophon 1969[1]
- Sergei Wassiljewitsch Rachmaninow: Klaviersonate No. 2 Opus 36. Deutsche Grammophon 1969
- Sergei Wassiljewitsch Rachmaninow: Sämtliche Werke für 2 Klaviere (mit Richard Metzler), ddf DP 012 (Belgien)
- Robert Schumann: Liederkreis Opus 39, Dichterliebe Opus 48 (mit Thomas Quasthoff, Bariton). RCA Viktor 1992
- Robert Schumann: sämtliche Werke für Violine und Pianoforte (mit Jenny Abel, Violine). Deutsche Harmonia Mundi 1985
- Robert Schumann: Der Rose Pilgerfahrt (mit Südfunk-Chor Stuttgart, Rupert Huber). EBS 1990
- Alexander Skriabin: sämtliche Klaviersonaten. Deutsche Grammophon 1971/72
- Heitor Villa-Lobos: Violinsonaten (mit Jenny Abel, Violine). Bayer Records 1982
- Heitor Villa-Lobos: Rudepoema, Ciranda E Cirandinhas, A Fiandeira, Saudades das Selvas Brasileiras, New York Skyline, A Lenda do Caboclo, Carnaval das Criancas. (Carnaval das Crianças 2- und 4-hàndig mit Richard Metzler)[2] Deutsche Grammophon 1972
- Heitor Villa-Lobos: Cirandas E Cirandinhas (16 Cirandas + 12 Cirandinas). kuarup Discos KCD-067